# 北京地铁一期工程
北京地铁一期工程是北京地铁的第一条线路，也是中国大陆首条地铁线路。该工程是为了防范空袭和核弹的威胁，和平时期兼顾交通需要所建，故全线均为地下线，并且按照防空工事标准设计。线路全长29.007公里，其中包括古城路站（最初称石景山站，现称古城站）至北京站的“401线”和进山延长线“402线”，连接北京市中心和西部山区军队驻地。401线全长22.879公里，设置16座车站及一座地面车辆段（古城车辆段）；402线全长6.128公里，设置3座车站和一条环形检修线。一期工程于1965年开工，1969年竣工，1971年起逐步投入运营，至1973年运营区段稳定为苹果园站至北京站，全长23.6公里。1987年，随着二期工程和复兴门折返线的竣工，一期工程线路分拆，分别归入一线（即今天的北京地铁1号线）和环线（即今天的北京地铁2号线）。

## 背景
1953年中共北京市委《关于改建与扩建北京市规划草案》中首次提出为了交通和国防需要兴建地铁。在多次协调后，1956年苏联派遣了专家团到中国指导地铁规划，并开始了地质勘探和规划选线工作，其中设计了基本位于长安街下方的东西线（接近现今的1号线线位），并将其作为第一期工程推荐的两条线路之一。
1958年，北京地下铁道筹备处组织了专家团前往苏联考察，与苏联有关专家共同研究后，蘇方主張北京地铁应采用不一樣的浅埋加防护的方案，而非莫斯科的深埋方案。但回国后，由于有关方面认为深埋的防护效果较浅埋为佳，加上时值大跃进期间，要求全部采用深埋方案，并报送了工程计划。周恩来对计划提出了先试点的要求，故1959至1960年在拟建线路沿线的公主坟和木樨地分别挖掘了两个120米深的竖井，作为试点工程。在工程完工后，设计者发现深埋工程困难、投资巨大，加上诸多不利因素，最终還是决定转回浅埋加防护的方案。此后，由于中苏交恶，苏联撤回了专家，国民经济又遇上三年困难时期，北京地铁项目搁浅。此后，1962年，随着国民经济恢复，北京地铁再一次被提上日程。

## 规划设计

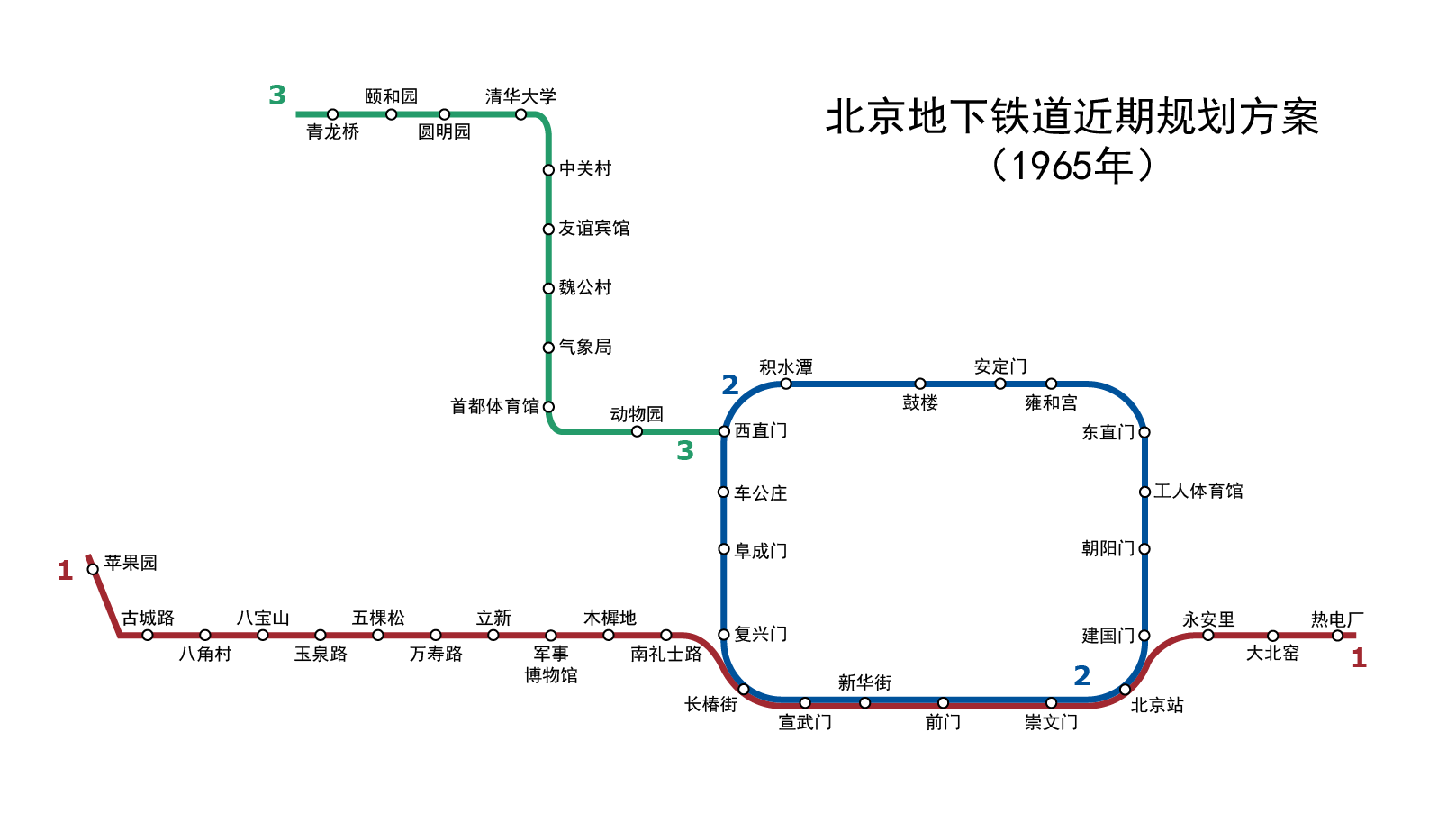
“一环两线”方案，车站设置为示意

1965年1月15日，北京军区、中共北京市委、北京市政府、铁道部联名向中央书记处报送了《关于北京地下铁道建设近期规划方案的专题报告》。报告中确定了北京地铁的建设方针为“适应军事需要为主，同时兼顾城市交通”、“浅层埋设，加强防护，通向山区”，并提出了“一环两线”的分期建设方案。其中“一环”为沿北京内城城墙的环线，利用城墙和护城河占地修建地下铁道，以避免拆迁，防止施工影响交通，同时降低造价。“两线”中，一线从东郊热电厂沿长安街向西，至北京站与环线共线，至复兴门结束共线，继续沿长安街向西经公主坟、石景山进入山区；另一线从西直门向西向北经白石桥、中关村、颐和园至青龙桥，进入西北部山区。扣除进山的部分，线路全长53.5公里。建设拟分为三期，第一期建设环线南段北京站至复兴门和复兴门至石景山的区段，长20.8公里；第二期建设环线的其余部分和热电厂至北京站的一段，长20.3公里；第三期修建西直门至颐和园的线路，长12.4公里。工程采用人防工事的相应标准设置防护，并建议在地铁上方建设带有立交桥的环城公路以提高防护能力，并且还提出将挖出的土方在北京东南方向建设人造山体以作为防空工事的设想。报告中提出的目标是，一期工程在1965年下半年动工，1968年上半年完成。
该报告经李富春、彭真等人批示，刘少奇、周恩来、邓小平、贺龙、罗瑞卿等中央领导人均审阅了该报告。2月4日，毛泽东审阅该报告后亦作出批示：
|  | 杨勇同志：你是委员会的统帅。希望你精心设计，精心施工。在建设过程中，一定会有不少错误失败，随时注意改正，是为至盼！ |

其中的“精心设计，精心施工”后来被视为北京地铁工程建设的长期指导思想。
1965年2月7日，成立了北京地下铁道领导小组，小组成员包括来自北京军区、北京市、铁道部、总参谋部等不同部门的领导，组长为北京军区司令员杨勇。3月，铁道部设立了北京地下铁道工程局筹建处（5月正式成立）。随后开始了设计施工和拆迁工作，并专门设立指挥部对复兴门至崇文门的7公里河道进行了改道和加盖。
3月初，线路增设了木樨地站。同时，确定了拆除崇文门、正阳门、宣武门城楼，不拆箭楼；后来在周恩来协调下改线保留了前门城楼。此外，确定在线路预留两处进山线衔接口，分别位于线路西端向北往福寿岭方向，和八宝山站向西往京原铁路方向。
5月，根据初步设计鉴定结果，又增设了八角村站（现名八角游乐园站）和象来街站（现名长椿街站）。同时，战备用设备、车辆、供电等均按照6节车厢每小时24对（相当于2分30秒一班列车）设计。修改后的线路（代号为“401线”）全长21公里，设置16个车站，平均埋深12米，最深处深15米，并在古城路东侧的荒地设置车辆段。
6月，确定了进山线路“402线”方案为从石景山向北，经金顶街，过福寿岭后出地面，与地面专用线相接，经三家店站接入丰沙铁路，线路全长6.3公里，并纳入地铁一期工程投资。同时确定了7月1日开工的区段为石景山（古城路站）至八角村、八角村至八宝山两个区间和八角村车站，共三个工点。

## 建设

1967年9月20日，美国间谍卫星日冕卫星KH-4B拍摄的照片，北京地铁一期工程路线一览无余。

1965年7月1日，在玉泉路西（今清华大学玉泉医院南门西侧原属灵福寺的两棵银杏树下）举行了开工典礼。中共中央领导人朱德、邓小平、彭真、李先念、罗瑞卿，全国人大常委会副委员长黄炎培、陈叔通、杨明轩、刘宁一，以及来自各民主党派、各部委、军队系统、北京市等负责人，以及地铁建设工人、工程兵等共600余人参加了典礼。领导人们为北京地铁一期工程举行了奠基仪式。
由于对工程建设没有任何经验，所以工程从西端开始进行试点工程，在试点取得一定经验后逐步向东铺开建设。玉泉路以西的区段当时是未开发的郊区，沿线建筑和地下管线都很少，故采用了放坡明挖的施工方法。这一段区间施工包括7.2公里，按车站和区间工程分为8个工点。到1965年底，试点区的降水、防水获得了一定的经验，1966年施工开始向东铺开，玉泉路至复兴门的区段开始施工。这一区段道路两侧的建筑开始增多，施工开始采用工字钢桩围护结构施工，而木樨地过河区段（唯一的过河区段）是在冬季采用钢板桩进行围堰断流后明挖施工完成的。同年，402线也开始施工。1967年，古城至公主坟主体结构基本贯通，东段象来街至北京站逐步开工。由于文化大革命开始，地铁领导小组组长杨勇以及部分其他小组成员被打倒，1968年北京市革命委员会指派了郑维山等人组成新的领导小组，并由郑维山任组长；文化大革命也使得地铁未能按原计划于1968年上半年完工。至1969年7月，轨道和设备安装，以及各车站装修均已完成，8月开始全线调试。

## 通车运营
地铁虽为战备工程，但平日担负城市交通职能，所以在北京地铁归谁管的问题上，不论是国家建委、铁道部还是北京市方面，均认为应由北京市管理。但地铁技术复杂，北京市并没有相关的管理经验，因此最终决定建成初期由铁道部负责管理，待试运营结束后，再移交给北京市。考虑到未来移交方便，在运营管理机构组建时，由铁道部和北京市共同组建。1968年6月，铁道部决定以北京铁路局、地铁工程局和铁道兵三方成立运营筹备组，由北京铁路局指派组长。1969年8月，为了保证运营和施工的协调，地铁领导小组会议决定临时运营由地铁工程局负责，而北京铁路局运营筹备组暂时由地铁工程局领导。9月，北京铁路局地下铁道运营处正式成立，但并未实际接管运营，运营仍由地铁工程局管理。
通车时间被定在1969年10月1日，中华人民共和国成立20周年的国庆日。8月末，周恩来考虑到文革的情况，指示地铁通车时不举行通车典礼。通车前的9月28日起至30日的几天时间，地铁接待了国庆观礼代表和外宾参观，包括前来参加国庆活动的各国领导人。国庆节地铁正式通车后，地铁开始有计划地邀请中央各部委、部队和北京市属单位的群众参观。
通车后不久的11月11日发生了一起重大失火事件。上午10时55分左右司机听到车下巨响发现起火，至下午4时45分才将大火扑灭。期间由于缺乏隧道消防灭火经验，大批抢救人员中毒窒息，导致3人死亡，100余人受伤住院，大火导致损失约72万元。这一事故不但暴露了各专业部门技术上的欠缺，也同时让地铁的多头管理问题浮出了水面。在数次开会和整顿之后，1970年2月6日，周恩来在听取汇报后要求地铁二期工程建设由铁道兵、地铁工程局、水电部和北京市四家合作，改为全部由铁道兵建设；一期的运营改由铁道兵负责；成立新的地铁领导小组，也由铁道兵牵头。4月1日，原由地铁工程局管理的物资设备均移交给铁道兵。这一事件被称作“工改兵”。铁道兵12师接管了北京地铁，并在4月15日成立了地铁运营管理处。
在车辆、供电、信号等专业进行了大量的整改之后，1970年8月25日北京地铁恢复了试运行，并准备试运营工作。12月3日，周恩来批示同意从1971年1月起内部售票接待参观群众。1月15日，地铁一期工程开放试运营，试运营区段为北京站至立新站（现称公主坟站），全长10.7公里，列车为2节编组，全程运行时间21分钟，运营从每天上午7时开始至晚21时结束。各站持单位介绍信才能买票，票价一角。1971年一年内，北京地铁共运载乘客828万人次。
3月15日起，列车开始逐步扩编为4辆编组。8月15日，试运营区段从立新站西延至玉泉路站，全长15.6公里。在因九一三事件地铁停运了一段时间后，11月7日恢复运营，同时试运营区段延长至古城路站，全长21.0公里。1973年3月，开始试行将最小间隔由12分缩短至8分，但由于古城路站折返线位于车辆段出入洞口，列车折返需与车辆段联系，难以保证间隔，也没有派人值班的条件，因此经批准，在1973年4月23日试运营区段延长至402线苹果园站，利用苹果园站渡线进行折返。此后苹果园站作为运营线路终点站一直维持至今。
虽然一直维持运营，但北京地铁仍不时发生电弧放电、失火现象。在几次视察北京地铁正式运营筹备情况之后，周恩来认为，如果不解决“走电失火”问题，地铁一期工程不能正式运营。此外，狭小的出入口造成的拥挤现象也急需解决。因此在批示中要求待二期完工、各站出入口改造后再准备正式运营。
1975年邓小平复出主持工作，对军队进行整顿，决定将北京地铁运营管理处划归北京市管理。1976年2月6日，运营处正式划归北京市交通局，至此，北京地铁结束军队管理。1978年，地铁运营最小间隔缩短至4分钟，并将运营时间延长至早5时至晚23时。在经过一系列技术改造后，出入口和失火问题相继解决。1981年9月15日，北京地铁一期工程正式验收，结束试运营，开始正式运营，核定的工程总投资为70062万元。

## 线路
一期工程（401线）整体呈东西走向，经过石景山区、海淀区、西城区、宣武区、东城区、崇文区六个市辖区（现宣武、崇文二区已分别并入西城、东城区）。线路西起古城路站，沿长安街一路向东，至西二环外设置礼士路站后，转向南，沿西二环，即北京内城城墙原址向南、向东，在前三门大街下向东敷设，穿过前门箭楼和城楼之间，过崇文门站后转向东北，至北京站北广场设置终点地铁北京站。其中前三门大街地下，即长椿街站至崇文门站的区段，为1960年北京铁路枢纽规划中连接北京站及规划中的北京西站的地下直径线线路；直径线原规划为四线，北京地铁一期的修建占用了其中两线，其余两线则在2015年建成。
出于运营需求，运营线路又向402线延长一站，从古城路站向西北延伸至阜石路北的苹果园站。

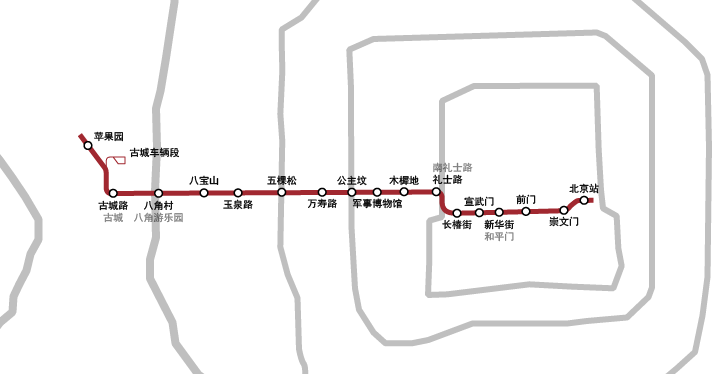
按比例绘制的北京地铁一期运营线路图，底图为现今各环路。灰色字为车站现名。

## 车站建筑

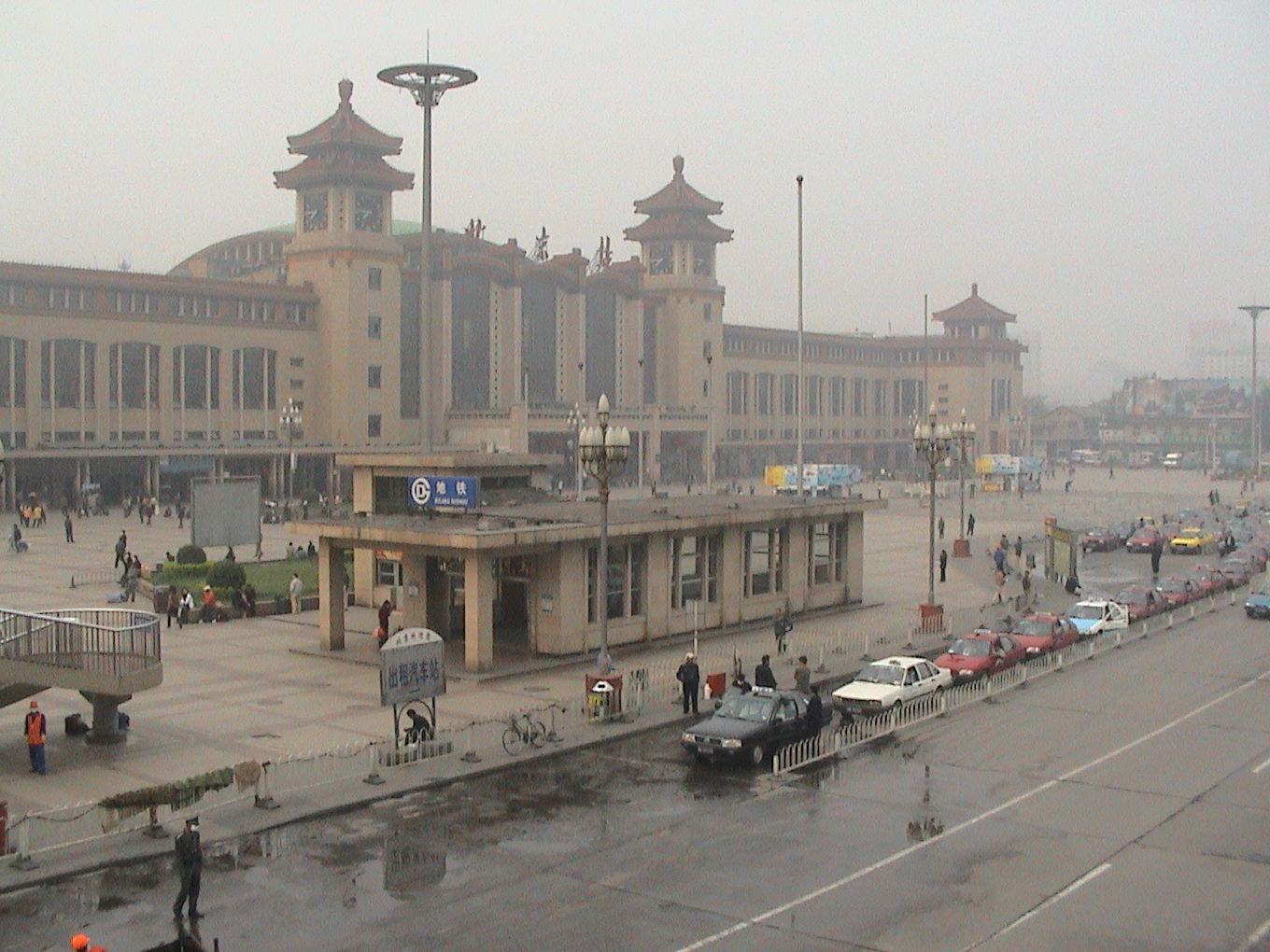
地铁北京站的出入口

为了节约成本，便于批量生产，一期工程（401线）车站分为三个等级进行设计。北京站和前门站被定为甲等站；崇文门站、宣武门站、礼士路站、木樨地站、军事博物馆站、公主坟站、五棵松站、玉泉路站被定为乙等站；新华街站（现名和平门站）、长椿街站、万寿路站、八宝山站、八角村站（现名八角游乐园站）、古城路站被定为丙等站。除了西端的八角村、古城路，以及后来划入运营线路的苹果园三站为侧式站台外，其余车站均采用岛式站台设计。岛式站台各站中，甲等站站台宽12.5米，乙等站站台宽11米，丙等站站台宽9米；此外在车站立柱跨距、站台上方净空高度等参数上，各等级车站也有所不同。
车站的结构形式基本一致，均为地下单层、局部二层车站。在车站的两端，站台层设备间的上方设置二层，为站厅，连接各个出入口；中部则为高大的站台空间。岛式站台的各站均为两柱三跨车站，仅在柱间距、柱子到站台边缘的距离等参数上随车站等级不同进行调整。由于车站大多设置在道路交汇处，为了方便乘客，各站均在在交汇路口的四角、道路红线范围内的人行道边缘处设置出入口。
與蘇聯城市設計地鐵車站時不同，北京车站的内部装修风格則是以简约為主，但选材讲究且丰富，采用了包括玻璃马赛克、彩色水磨石、金黄色大理石等不同的材料进行装饰。同时室内设计理念上与车站所处位置相呼应，如位于首钢所在地的古城路站，铺地材料采用了红色缸砖，以象征“中国钢铁工人所走的红色道路”。此外，日光灯灯具的样式、立柱的样式和饰面材料等也在各个车站间进行了不同的差異化與區分。

## 车辆

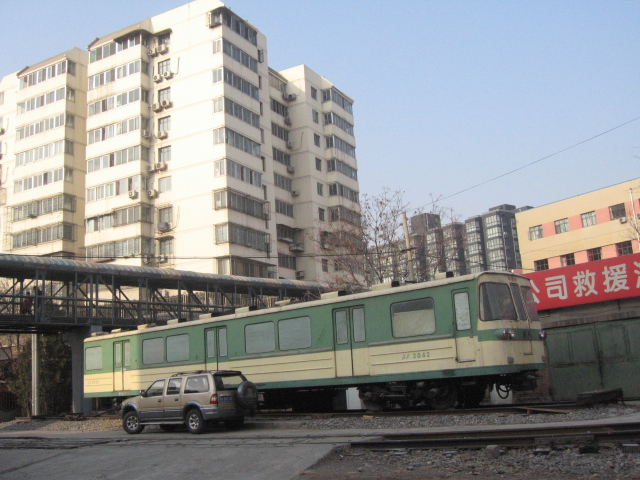
DK2型客车

一期工程最早的列车由长春客车厂、湘潭电机厂自主设计研发。1967年试制的DK1型客车出厂，该型列车完全采用国内材料和配件生产，为两辆编组，两辆均可独立运行。1969年6月，在试制基础上生产的DK2型客车出厂并运抵北京投入使用。该型列车为碳钢车体，长19米，宽2.65米，高3.509米，设3对门，列车内设置横排坐席60个，采用750V第三轨上部授流，共生产了80辆。1971至1972年，又生产了改进型的DK3型客车共50辆，提高了安全性和舒适度。1984年DK2型又以“以修代造”的方式翻新为DK11型客车。后来在北京地铁一期列车车型的基础上修改形成了国家标准B型列车。
一期和二期工程的列车选型对于后续列车选型造成了一定限制，使得列车运载能力无法满足设计要求。为了提高运能，分拆后增购的列车在底架宽度为2.6米的基础上，通过上部加宽成鼓形的方式，使得最大宽度达到2.8米，以提高列车运载量。而由于车站有效站台长度为118米，使得编组数最大为6节。虽然在复八线建设时计划扩编至8节，但一直未能实施。

## 拆分
1984年二期工程开通后，呈“马蹄状”运行，在南礼士路站到复兴门站、北京站到建国门站间有大量的乘客从地面转乘，极为不便，引起了市民的不满。为此地铁方面开始提前对沿长安街布置的复兴门至八王坟段（即“复八线”）进行研究，并要求首先建成复兴门至西单段，在西单进行折返，以使二期“环起来”运行。
在研究期间，地铁公司提出在复兴门站增设一条折返线作为过渡措施的想法，获得了各方面的认可。但当时地铁只有明挖施工一种方法，在施工方法上起了争议。矿山法施工被专家认为不可行的情况下，国家计委向北京地铁推荐了当时王梦恕等人正在京广铁路大瑶山隧道、大秦铁路军都山隧道试验的新奥法。经过对军都山隧道的多次考察之后，采用经改良的新奥法施工被认为可行，复兴门折返线被委托给建设上述两条隧道的铁道部隧道工程局施工。1986年8月折返线开工，1987年12月28日投入使用。
复兴门折返线建成后，一期工程被分拆为两部分，一部分由苹果园向东至南礼士路，继续向东接入二期工程新建的复兴门站，大部位于长安街地下，全长16.9公里，为今日1号线的一部分；而前三门大街地下的长椿街至北京站段则分别与二期工程的复兴门、建国门站相接，形成23.03公里的环线，即为今日的2号线。复兴门站实现两条线路的换乘，为北京地铁的首个换乘站。

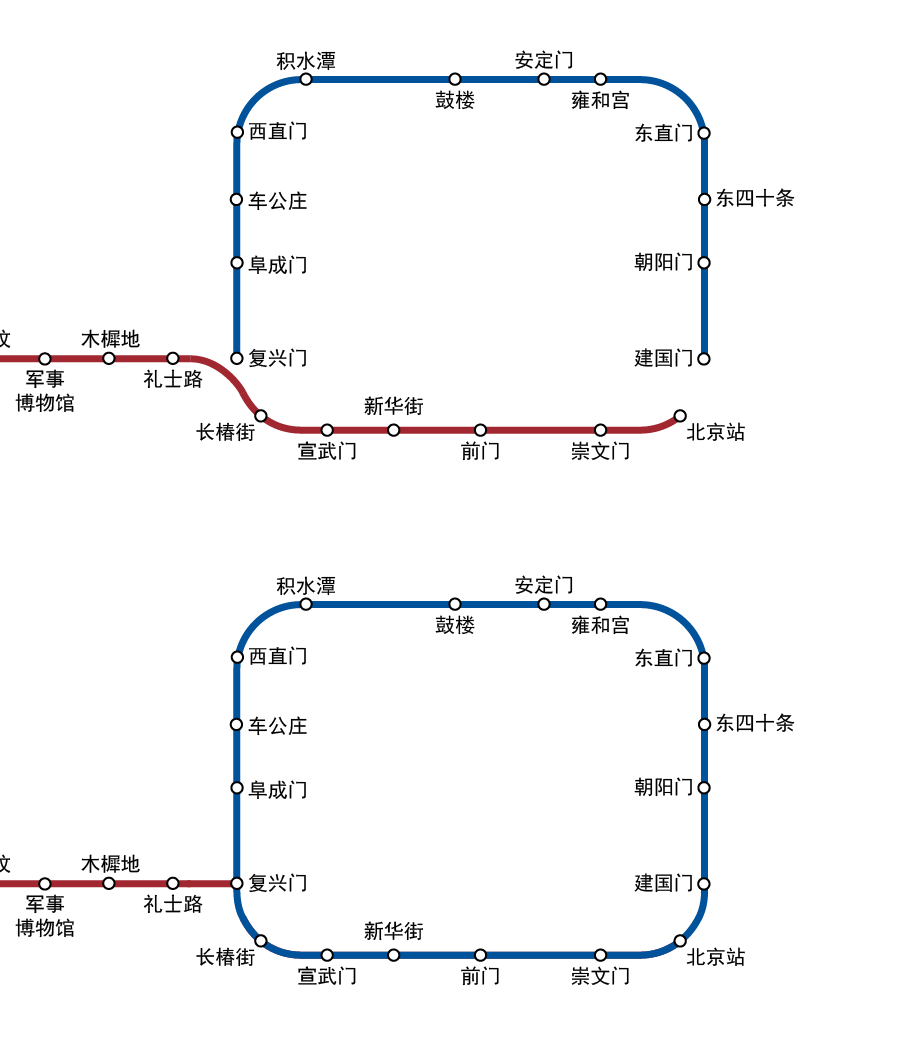
一、二期分拆示意图，图片不按比例。

## 一期工程车站拆分后的车站改扩建工程
因一期工程建设阶段仅作为军事战备工程，未考虑后期转为民用地铁线路的线网规划，换乘预留以及进出站问题。原北京地铁一期工程（1号线西段，2号线南段）部分车站于后续建设过程中出现改扩建工程的情况。
- 2号线南段
  - 北京站：C口等靠近北京火车站的出口由于客流出入量巨大而被多次扩建；此外，北京站站台东西两端的楼梯也于21世纪20年代初出于客流量大等方面的考量加装电扶梯。
  - 崇文门站：为扩建5号线换乘通道，于东西站厅两端以及站台中部修建换乘通道。
  - 前门站：为扩建8号线换乘通道，于东西站厅两端修建换乘通道。
  - 宣武门站：为扩建4号线换乘通道，于东西站厅两端以及站台中部修建换乘通道；后因换乘通道过于狭窄的问题，原A1、A2、D1、D2出入口废弃改为应急逃生口；于西南象限新建换乘厅；拆除旧C1、C2口，并于原址重建C口；拆除旧B1、B2口，新建B口北移至宣武门天主教堂附近。

- 1号线西段
  - 军事博物馆站：为扩建9号线换乘通道，于东西站厅两端修建换乘通道及连接通道，并改建原有A-D出入口。
  - 公主坟站：为扩建10号线换乘通道，原A1-D2出入口废弃改为应急逃生口，于原出入口通道双向延伸为新换乘通道连接10号线站厅，并和10号线共用新建A-D出入口。
  - 八宝山站：因车站地下空间过于狭窄且无可用空间安装自动检票闸机，拆除A1-D2出入口并新建带有地面站厅A-D口。
  - 八角游乐园站：因车站地下空间过于狭窄且无可用空间安装自动检票闸机，拆除A1-B2出入口并新建带有地面站厅A-B口。后因新建1号线支线而进行封站改造，旧出口目前除混凝土结构外均已被拆除，未来计划将改建为双岛式站台车站并增加出入口。
  - 古城站：因车站地下空间过于狭窄且无可用空间安装自动检票闸机，拆除A1-D2出入口并外扩站厅新建A-D口。
  - 苹果园站：因苹果园交通枢纽施工，拆除原有A-D口，并计划与6号线，S1线换乘。
  - 福寿岭站：因新版规划而改扩建本车站，旧出口被拆除，并建设公交场站大楼于既有出口连接，将公交场站大楼作为新站厅。